# قلندر (سقز)

## ان
حسب إحصاءات سنة 2006، بلغ إجمالي السكان في قلندر 480 نسمة وعدد المساكن 105 مسكن. لغة سكان قلندر هي اللغة الكردية و هم من أهل السنة والجماعة والمذهب الشافعي.